# Losheim am See
Losheim am See là một đô thị thuộc huyện Merzig-Wadern, bang Saarland, Đức. Đô thị Losheim am See có diện tích km².Đô thị này tọa lạc/có cự ly Đô thị này tọa lạc ơởrìa nam của Hunsrück, khoảng 10 km về phía đông bắc của Merzig, và 35 km về phía tây bắc của Saarbrücken. Năm 1974, một hồ chứa đã được đào ở phía bắc của Losheim, nay là địa điểm bơi lội và dạo bộ.
Đô thị này có 12 khu phố: Bachem, Bergen, Britten, Hausbach, Losheim, Mitlosheim, Niederlosheim, Rimlingen, Rissenthal, Scheiden, Wahlen và Waldhölzbach.